# Kaarejärvi
Kaarejärvi är en sjö i Kiruna kommun i Lappland och ingår i Torneälvens huvudavrinningsområde. Sjön är 10,5 meter djup, har en yta på 0,966 kvadratkilometer och är belägen 422 meter över havet. Sjön avvattnas av vattendraget Kaarejoki.

## Delavrinningsområde
Kaarejärvi ingår i det delavrinningsområde (759225-176806) som SMHI kallar för Utloppet av Kaarejärvi. Medelhöjden är 441 meter över havet och ytan är 6,59 kvadratkilometer. Det finns inga avrinningsområden uppströms utan avrinningsområdet är högsta punkten. Kaarejoki som avvattnar avrinningsområdet har biflödesordning 3, vilket innebär att vattnet flödar genom totalt 3 vattendrag innan det når havet efter 436 kilometer. Avrinningsområdet består mestadels av skog (47 procent) och sankmarker (38 procent). Avrinningsområdet har 0,97 kvadratkilometer vattenytor vilket ger det en sjöprocent på 14,7 procent.